# 多夫雷 (明尼蘇達州)
多夫雷（英語：Dovray）是一個位於美國明尼蘇達州莫雷縣的城市。

## 人口
根據2020年美國人口普查的數據，多夫雷的面積為0.64平方千米，皆為陸地。當地共有人口58人，而人口密度為每平方千米91人。